# The Funnies
The Funnies era o nome de duas publicações americanas da Dell Publishing, a primeira delas de 1920, uma precursora seminal das revistas em quadrinhos, e a segunda, uma revista em quadrinhos padrão da década de 1930.

## The Funnies(1929-1930)
Em 1929, a Dell Publishing de George T. Delacorte Jr., fundada oito anos antes, começo a publicar The Funnies, descrita pela Library of Congress como "a short-lived newspaper tabloid insert" ["um folheto de bancas de jornas de curta duração",]. O historiador de quadrinhos, Ron Goulart, descreve o periódico de 16 páginas, quatro cores em papel jornal, como "mais uma secção de quadrinhos dominical sem o resto o jornal do que mesmo um revista em quadrinhos verdadeira. Mas trouxe todo o material original e foi vendido em bancas de jornais".
A revista que teve 36 edições semanais, publicada de sábado de 16 de janeiro de 1929 até 16 de outubro de 1930.[carece de fontes?] O preço de capa subiu de 10¢ para 30¢ a partir da edição #3. E reduzido a um níquel a partir da edição #22 até seu encerramento.
The Funnies lançou as bases para duas publicações subsequentes em 1933: um tabloide de tiras de jornal de 8 páginas, Funnies on Parade da Eastern Color Printing, e o Famous Funnies: A Carnival of Comics,[carece de fontes?] que veio depois de uma colaboração da Eastern Color / Dell e é considerado pelos historiadores como a primeira revista em quadrinhos americana verdadeira.

## The Funnies(1936 até 1942) eNew Funnies
A segunda publicação da Dell Publishing com esse nome foi uma revista em quadrinhos americana padrão publicada durante os anos de 1930 e 1940, período esse conhecido pelos fãs e historiadores como a Era de Ouro das Histórias em Quadrinhos. Uma rival bem sucedida da série de quadrinhos Famous Funnies da Eastern Color, trouxe reimpressões similares de tiras de jornais como Alley Oop de V. T. Hamlin, e Captain Easy de Roy Crane, assim como outros, entre eles, Mutt e Jeff de Bud Fisher, e Tailspin Tommy de Hal Forrest. Sob os cuidados de Max Gaines e do editor Sheldon Mayer, contou com 64 edições (cover date: outubro de 1936 — maio de 1942).[carece de fontes?]
Começou lançando material original como Scribbly de Mayer, sobre um cartunista infantil, projetado para se assimilar com as tiras de quadrinhos de jornal dominical. Após a saída de Gaines e Mayer para a produção de trabalhos para a All-American Publications, a maioria das republicações além de Alley Oop foram abandonadas em favor do conteúdo original, entre eles, "Mr. District Attorney", baseado na série de rádio de mesmo nome, e "John Carter of Mars", adaptado da série literária Barsoom de Edgar Rice Burroughs,e depois de algumas edições ilustradas por seu filho, John Coleman Burroughs.

A HQ alterou formato e título e passou a chamar-se de New Funnies a partir da edição 65 (Julho de 1942).[carece de fontes?] Agora dedicado aos personagens infantis como Raggedy Ann e Andy, e personagens funny animal baseados em curtas de animação como Felix the Cat, Oswald the Lucky Rabbit, e Woody Woodpecker, durou até a edição 288 (Abril de 1962), sendo seu título alterado para Walter Lantz New Funnies depois de 44 edições, começado na edição 109 (Março de 1946).[carece de fontes?]